# Dresserus
Genre
Dresserus est un genre d'araignées aranéomorphes de la famille des Eresidae.

## Distribution
Les espèces de ce genre se rencontrent en Afrique australe et en Afrique de l'Est.

## Liste des espèces
Selon World Spider Catalog (version 21.0, 05/05/2020) :
- Dresserus aethiopicus Simon, 1909
- Dresserus angusticeps Purcell, 1904
- Dresserus armatus Pocock, 1901
- Dresserus bilineatus Tullgren, 1910
- Dresserus collinus Pocock, 1900
- Dresserus colsoni Tucker, 1920
- Dresserus darlingi Pocock, 1900
- Dresserus elongatus Tullgren, 1910
- Dresserus fontensis Lawrence, 1928
- Dresserus fuscus Simon, 1876
- Dresserus kannemeyeri Tucker, 1920
- Dresserus laticeps Purcell, 1904
- Dresserus murinus Lawrence, 1927
- Dresserus namaquensis Purcell, 1908
- Dresserus nigellus Tucker, 1920
- Dresserus obscurus Pocock, 1898
- Dresserus olivaceus Pocock, 1900
- Dresserus rostratus Purcell, 1908
- Dresserus schreineri Tucker, 1920
- Dresserus schultzei Purcell, 1908
- Dresserus sericatus Tucker, 1920
- Dresserus subarmatus Tullgren, 1910
- Dresserus tripartitus Lawrence, 1938

## Publication originale
- Simon, 1876 : Description d'araignées nouvelles. Annales de la Société Entomologique de France, vol. 5, no 6, p. 86-88 (texte intégral).